# 那須塩原市立黒磯中学校
那須塩原市立黒磯中学校（なすしおばらしりつ くろいそちゅうがっこう）は、栃木県那須塩原市豊町5-3にある公立中学校。

## 沿革

### 年表
- 1947年4月1日 - 学制改革により黒磯町立黒磯中学校として設立。
- 1950年3月20日 - 校旗制定
- 1953年2月11日 - 校歌制定
- 1970年11月 - 市制施行により黒磯市立黒磯中学校と改称。
- 1977年4月1日 - 黒磯市立日新中学校を分離開校。
- 1980年4月1日 - 黒磯市立厚崎中学校を分離開校。
- 1983年3月12日 - 校旗変更
- 1986年4月1日 - 黒磯市立黒磯北中学校を分離開校。
- 2005年1月1日 - 市町村合併により那須塩原市立黒磯中学校と改称。
- 2012年9月26日 - 校旗変更

## 教育方針
- 教育目標
  - 知を拓き（知性） 体を鍛え（耐性） 心を磨く（感性）

## 通学区域
通学区域は以下の通りである。
那須塩原市
- 本郷町
- 新朝日
- 宮町
- 本町
- 黒磯幸町
- 錦町
- 住吉町

- 豊町
- 中央町
- 高砂町
- 弥生町
- 橋本町
- 桜町
- 材木町

- 大黒町
- 若葉町
- 東大和町
- 末広町
- 阿波町
- 豊住町

- 新町
- 西新町
- 豊浦北町
- 緑ケ丘団地
- 北栄町
- 上黒磯

## 交通
- JR東北本線（宇都宮線）黒磯駅より徒歩15分（約1.1km）
- 那須塩原市営バス（ゆーバス）黒磯内回り線 黒磯中学校前バス停より徒歩1分

## 関係者

### 出身者
- 原博実（元サッカー選手、指導者、解説者） - 日本サッカー協会[2]
- 鈴木典比古 - 国際教養大学学長（元国際基督教大学学長）